# La Landec
La Landec is een gemeente in het Franse departement Côtes-d'Armor (regio Bretagne) en telt 460 inwoners (1999). De plaats maakt deel uit van het arrondissement Dinan.

## Geografie
De oppervlakte van La Landec bedraagt 7,6 km², de bevolkingsdichtheid is 60,5 inwoners per km².
De onderstaande kaart toont de ligging van La Landec met de belangrijkste infrastructuur en aangrenzende gemeenten.

## Demografie
Onderstaande figuur toont het verloop van het inwonertal (bron: INSEE-tellingen).